# خسائر القوات المسلحة الروسية في سوريا
بدأ التدخل العسكري الروسي في الحرب الأهلية السورية في 30 سبتمبر 2015 حيث يتمركز 4000 عسكري روسي في سوريا. تألفت القوات الروسية أيضًا من 25 قاذفة إستراتيجية، و20 قاذفة تكتيكية، و12 قاذفة هجومية، و8 طائرات مقاتلة، و16 مروحية هجومية وطائرات أخرى مختلفة.
اعتبارًا من ربيع عام 2019، تم رسميًا تأكيد مقتل 116 من القوات المسلحة الروسية في الحرب. كما ذكرت مجموعتَا التحقيق، فونتانكا ومقرها موسكو، وفريق استخبارات الصراع (سيت)، تقديرًا متحفظًا على الأقل يؤكد مقتل 73 إلى 101 من المقاولون العسكريون الخاصون (الشركات العسكرية الخاصة) بين أكتوبر 2015 ومنتصف ديسمبر 2017، توفي 40 إلى 60 منهم خلال الأشهر القليلة الأولى من عام 2017، وفقا لفونتانكا. صرح مؤسس الاتصالات وتكنولوجيا المعلومات أن عدد قتلى الشركات العسكرية الخاصة كان على الأقل من 100 إلى 200، بينما قال مدون آخر في مجال الاتصالات وتكنولوجيا المعلومات إن 150 شخصًا على الأقل قتلوا وأصيب أكثر من 900 آخرين. كانوا ينتمون إلى الشركة الروسية «مجموعة فاغنر». كما قُتل شخص آخر من المقاولين العسكريين في أواخر ديسمبر 2017. بالإضافة إلى ذلك، قُتل ما لا يقل عن 23 مقاتلًا ربما كانوا من العسكريين النظاميين، لكن وضعهم لم يتم تأكيده رسميًا.
في 4 يناير 2020، أعلن المرصد السوري لحقوق الإنسان، مقتل 264 عسكريًا وشركًا عسكريًا روسيًا في سوريا خلال الحرب الأهلية.

## قائمة القتلى

### الوضع غير واضح
نشر موقع المصدر نيوز الموالي للحكومة البعثية السورية قائمة تحتوي على 23 قتيلًا آخرين ربما كانوا عسكريين نظاميين، لكن لم يتم تأكيدها رسميًا.

## الوفيات خارج البلاد ذات الصلة بالعملية
في 25 ديسمبر 2016، تحطمت طائرة عسكرية روسية من طراز توبوليف تو 154 على متنها 92 شخصًا في البحر الأسود أثناء رحلة من مطار سوتشي الدولي في روسيا إلى حميميم في سوريا. لم يكن هناك ناجون. ومن بين القتلى: 64 من أعضاء جوقة فرقة الكسندروف، وتسعة صحفيين، وثمانية من أفراد الطاقم، وثمانية ركاب آخرين، وموظفين حكوميين اتحاديين وعاملة إنسانية روسية بارزة.